# Rémi Garrigue
Rémi Garrigue, né le 3 septembre 2004, est un escrimeur français. En 2025, il surprend en remportant le championnat d'Europe de sabre contre le triple champion olympique Áron Szilágyi.

## Carrière
Junior prometteur, Garrigue se classe troisième de la Coupe du monde junior 2021-2022. A 17 ans, dans sa première année junior, il monte sur le podium du championnat d'Europe de Novi Sad en prenant la troisième place. Il est septième, puis cinquième de ce même classement mondial les deux saisons suivantes, sans pour autant disputer de saison complète, et devient champion d'Europe junior en 2024.
Il se fait rapidement une place dans le par équipes senior français, en saison post-olympique (2024-2025), et fait partie du quatuor vainqueur de trois des cinq étapes de la Coupe du monde par équipes, à Plovdiv (victoire 45-44 contre les États-Unis), Padoue (45-30 contre la Corée du Sud) puis Madrid (45-34 face à la Hongrie). Sélectionné parmi les quatre représentants français pour les championnats d'Europe de Gênes, ses premiers dans la catégorie senior, il élimine deux adversaires à la touche décisive ainsi que le vice-champion du monde Maxime Pianfetti, puis, en finale, le triple champion olympique Áron Szilágyi. Dans cet assaut il est d'abord dominé, mené 3 touches à 8 à la pause, avant de parvenir à redresser la situation en infligeant dans la seconde période un cinglant 12-3 à son adversaire. Ce faisant, il devient seulement le second français titré au sabre dans la compétition, 29 ans après Damien Touya en 1996.

## Palmarès
- Championnats d'Europe d'escrime
  -  Médaille d'or aux championnats d'Europe 2025 à Gênes

## Classement en fin de saison
| Année | 2022 | 2023 | 2024 |
| ----- | ---- | ---- | ---- |
| Rang  | 219  | 159  | 81   |